# Torny
Torny est une commune suisse du canton de Fribourg, située dans le district de la Glâne.

## Histoire
Torny est issue de la fusion entre les communes de Torny-le-Grand et Middes effectuée en 2004. Elle comprend également le hameau de Torny-le-Petit qui faisait partie de l'ancienne commune de Middes.

## Géographie
Selon l'Office fédéral de la statistique, Torny mesure 1 018 ha. 5,8 % de cette superficie correspond à des surfaces d'habitat ou d'infrastructure, 68,9 % à des surfaces agricoles, 25,2 % à des surfaces boisées et 0,1 % à des surfaces improductives.
Torny est limitrophe de Châtonnaye, La Brillaz, Montagny, Prez, Villaz ainsi que Payerne et Trey dans le canton de Vaud.

## Démographie
Selon l'Office fédéral de la statistique, Torny compte 1 082 habitants en 2023. Sa densité de population atteint 106 hab./km2.
Le graphique suivant résume l'évolution de la population de Torny entre 1850 et 2008 :